# Tom s'envole
Pour plus de détails, voir Fiche technique et Distribution.
Tom s'envole (Landing Stripling) est le 120e court métrage d'animation de la série américaine Tom et Jerry réalisé par Gene Deitch et sorti le 18 mai 1962.